# Fête Galante (Smyth)

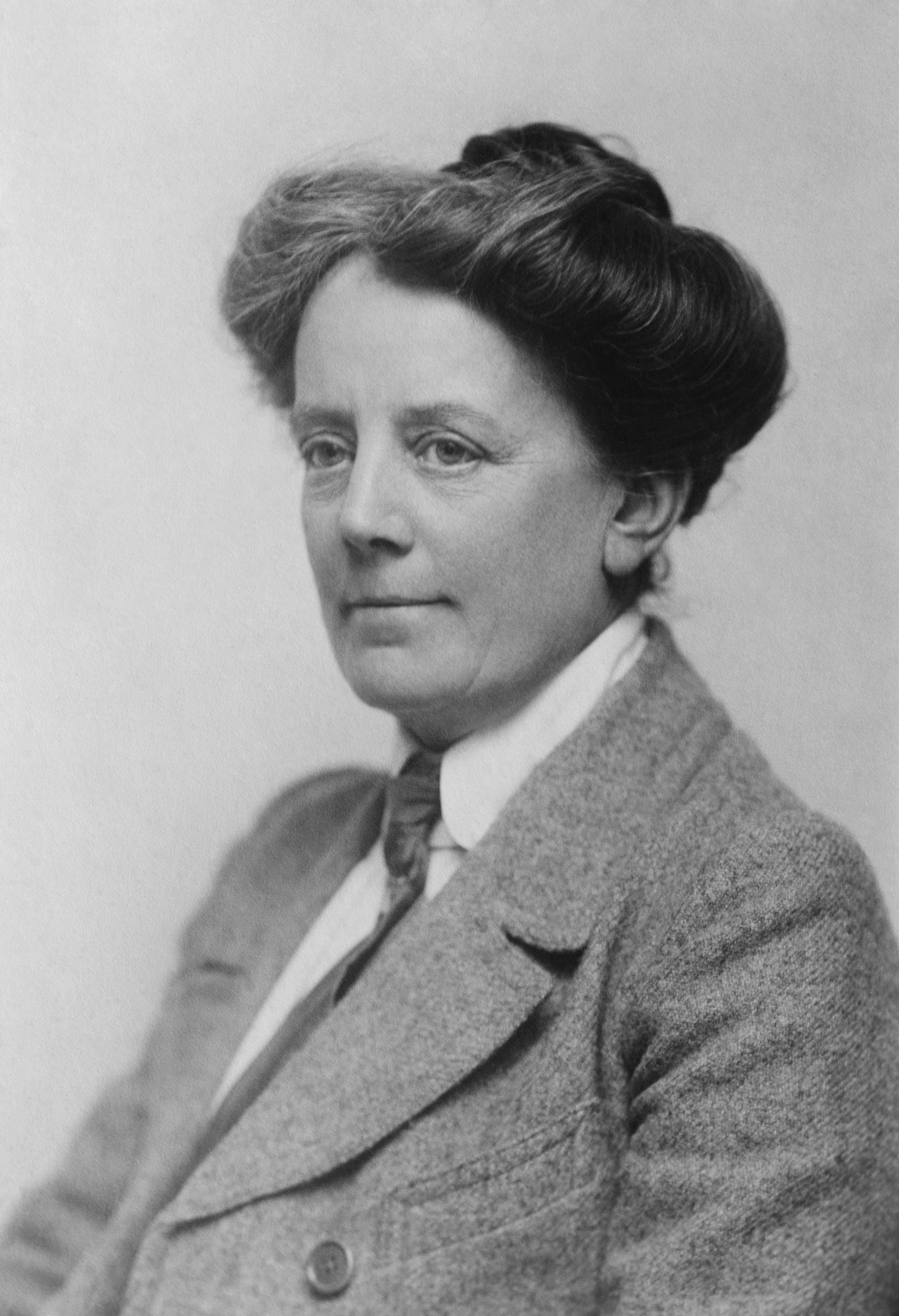
Ethel Smyth

Fête Galante är en opera i en akt med musik av Ethel Smyth och libretto av tonsättaren och Edward Shanks efter Maurice Barings novell med samma namn från 1909. Det är berättelsen om en nattlig fête galante med aristokrater och en commedia dell'arte-trupp där svartsjuka, åtrå och maskerader slutar med en av karaktärernas död. Smyth beskrev verket som "Dance-dream" och den hade premiär den 4 juni 1923 på Birmingham Repertory Theatre.

## Historia
Fête Galante var Smyths femte av sex operor och utgjorde en återgång till genren efter ett glapp på sju år. Första världskriget hade framtvingat inställningar av flera av hennes verk i Europa och särskilt i Tyskland där tre av hennes tidigare operor hade framförts. Efter premiären av  The Boatswain's Mate 1916 fokuserade hon på suffragettrörelsen och på sitt författarskap med två memoarböcker. Vid samma tid led hon av depression, början på dövhet och en svikande tilltro till sig själv som kompositör.
Efter att ha avslutat första delen av sina memoarer 1919, Impressions That Remained, tog hon kontakt med sin vän Maurice Baring och bad om tillåtelse att tonsätta hans novell "Fête Galante" till en opera i hopp om att det skulle bli en frestelse att börja komponera. Först vägrade han men tre månader senare gav han sitt tillstånd. Då hade emellertid hennes entusiasm för komponerandet falnat och hon påbörjade andra delen av sina memoarer, Streaks of life. 1921 återvände hon till projektet efter att ha fått en beställning från British National Opera Company. Det var hennes första (och enda) operabeställning.
Libretto skrevs av Smyth och krigspoeten Edward Shanks och följde Barings historia noga om en nattlig fête galante i vilken Pierrot hängs av en svartsjuk kung. Liksom i Fantasio, Smyths tidigare komiska opera, handlar Fête Galante om misstagna identiteter och förklädnader, men det är en mörkare historia. Titeln och innehållet med aristokratiska utomhusfester, maskerader och commedia dell'arte går tillbaka till Rameau och Lully men även till neoklassiska verk av Smyths samtida kollegor Debussy, Busoni och Stravinskij. Smyth komponerade Fête Galante i neoklassicistisk stil och inkorporerade barockdanser och en madrigal till text av John Donne. Det skulle komma att bli hennes enda verk i den genren.

## Roller
| Personer                                 | Röststämma  |
| ---------------------------------------- | ----------- |
| Kungen                                   | Baryton     |
| Drottningen                              | Mezzosopran |
| Älskaren                                 | Tenor       |
| Columbine                                | Sopran      |
| Pierrot                                  | Baryton     |
| Pantaloon                                | Stum roll   |
| Harlequin                                | Tenor       |
| 4 Dockröster                             | SATB        |
| Hovmän, gäster, satyrer, backanter, Etc. |             |